# Erik Pedersson Hwass
Erik Pedersson Hwass, född i Västergötland, död 1560, var en svensk präst, hovpredikant och biskop.

## Biografi
Erik Pedersson Hwass föddes i Västergötland. Han var kung Gustav Vasas hovpredikant och blev domprost i Skara stadsförsamling. Han blev 18 september 1558 biskop i Skara stift. Hwass var redan då redan gammal och sjuklig, kunde
inte uträtta mycket under sin tid som biskop. Hwass avled sommaren 1560.

### Familj
Hwass var gift och hade barn.